# GSC4032-2518
GSC4032-2518 — хімічно пекулярна зоря спектрального класу A4, що має видиму зоряну величину в смузі V приблизно 10,0.